# MLB 2008
Die MLB-Saison 2008 begann am 25. März 2008 mit einem Eröffnungsspiel zwischen dem Titelverteidiger Boston Red Sox und den Oakland Athletics in Tokyo, Japan und endete am 29. Oktober 2008 mit der Komplettierung von Spiel 5 der World Series 2008 in Philadelphia.
Zu Saisonbeginn traten 30 Mannschaften in der Major League Baseball an, wobei jedes Team 162 Spiele in der Regular Season bestritt. Eine Ausnahme bilden hierbei die Chicago White Sox und die Minnesota Twins, die nach 162 Spielen das identische Ergebnis vorwiesen, und daher ein Entscheidungsspiel bestreiten mussten. Titelträger am Saisonende wurden die Philadelphia Phillies durch einen 4:1-Sieg in der World Series gegen die Tampa Bay Rays.
Die MLB-Saison 2008 war bereits die achte Spielzeit in Folge, in der der Titelverteidiger seinen Erfolg aus dem Vorjahr nicht wiederholen konnte.
Das MLB All-Star Game fand am 15. Juli im Yankee Stadium in New York City statt. Hierbei gewann die Auswahl der American League nach 15 Innings mit 4:3 gegen die National League.

## Reguläre Saison
→ Zur Erklärung des Spielbetriebs und der Tabellen siehe: Saison 2009

### American League

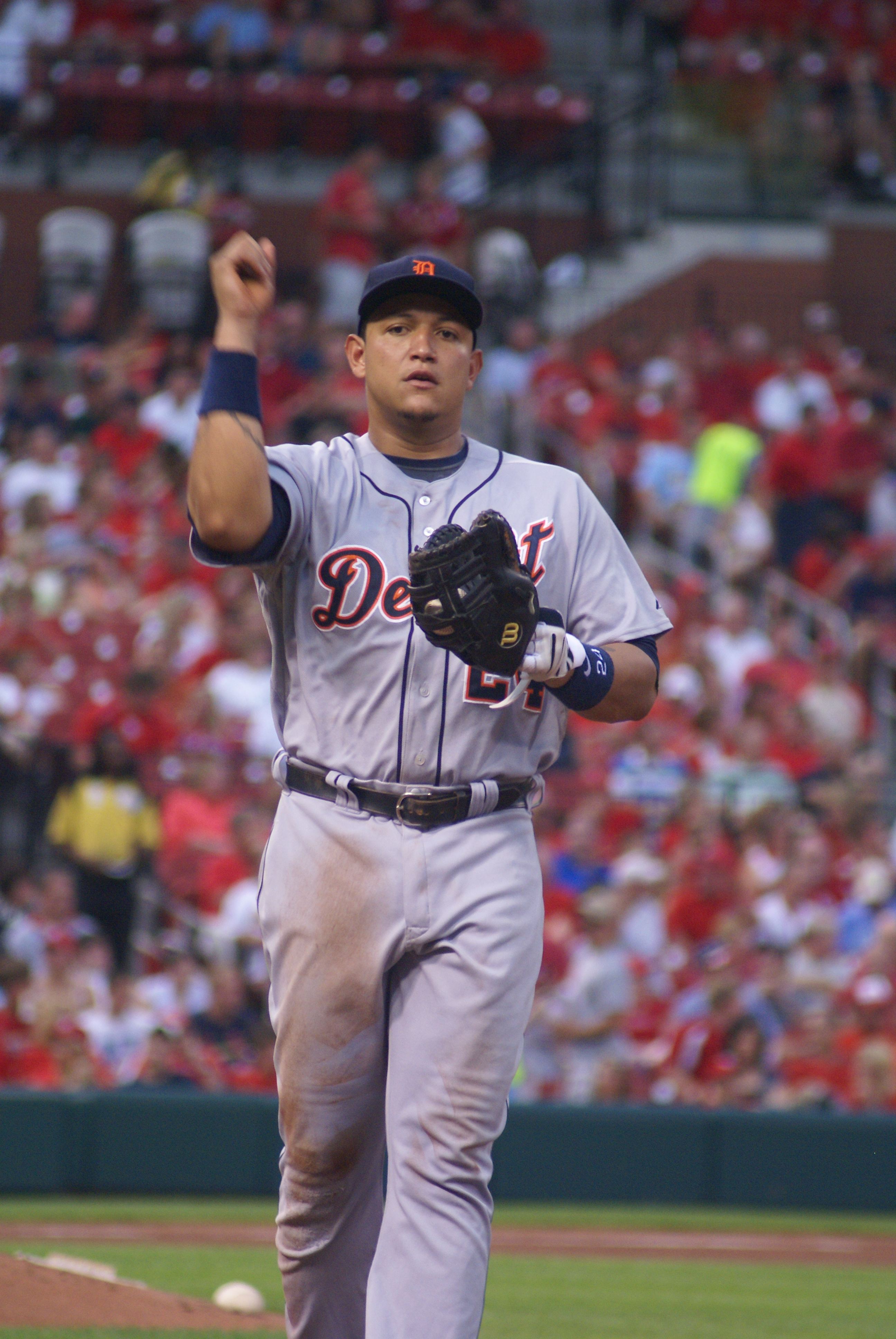
Miguel Cabrera (Detroit Tigers) beendete die Regular Season mit 37 Home Runs. Die meisten in der AL.

Nach Abschluss der regulären Saison ergaben sich in der American League folgende Platzierungen:

#### East Division
| PS | Franchise         | W  | L  | Pct. | GB  | Heim  | Auswärts |
| -- | ----------------- | -- | -- | ---- | --- | ----- | -------- |
| 2  | Tampa Bay Rays    | 97 | 65 | .599 | —   | 57–24 | 40–41    |
| WC | Boston Red Sox    | 95 | 67 | .586 | 2   | 56–25 | 39–42    |
|    | New York Yankees  | 89 | 73 | .549 | 8   | 48–33 | 41–40    |
|    | Toronto Blue Jays | 86 | 76 | .531 | 11  | 47–34 | 39–42    |
|    | Baltimore Orioles | 68 | 93 | .421 | 28½ | 37–43 | 31–50    |

PS = Postseason; Zahl = Rang auf Setzliste bzw. WC = Wild Card (bester Zweiter aller Divisionen)
W = Wins (Siege), L = Losses (Niederlagen), GB = Games Behind (Rückstand auf Führenden: Zahl der notwendigen Niederlagen des Führenden bei gleichzeitigem eigenen Sieg)

#### Central Division
| PS | Franchise          | W  | L  | Pct. | GB  | Heim  | Auswärts |
| -- | ------------------ | -- | -- | ---- | --- | ----- | -------- |
| 3  | Chicago White Sox  | 89 | 74 | .546 | —   | 54–28 | 35–46    |
|    | Minnesota Twins    | 88 | 75 | .540 | 1   | 53–28 | 35–47    |
|    | Cleveland Indians  | 81 | 81 | .500 | 7½  | 45–36 | 36–45    |
|    | Kansas City Royals | 75 | 87 | .463 | 13½ | 38–43 | 37–44    |
|    | Detroit Tigers     | 74 | 88 | .457 | 14½ | 40–41 | 34–47    |

 Erklärungen: siehe AL East Division 

#### West Division
| PS | Franchise                     | W   | L   | Pct. | GB  | Heim  | Auswärts |
| -- | ----------------------------- | --- | --- | ---- | --- | ----- | -------- |
| 1  | Los Angeles Angels of Anaheim | 100 | 62  | .617 | —   | 50–31 | 50–31    |
|    | Texas Rangers                 | 79  | 83  | .488 | 21  | 40–41 | 39–42    |
|    | Oakland Athletics             | 75  | 86  | .466 | 24½ | 43–38 | 32–47    |
|    | Seattle Mariners              | 61  | 101 | .377 | 39  | 35–46 | 26–55    |

 Erklärungen: siehe AL East Division 

### National League

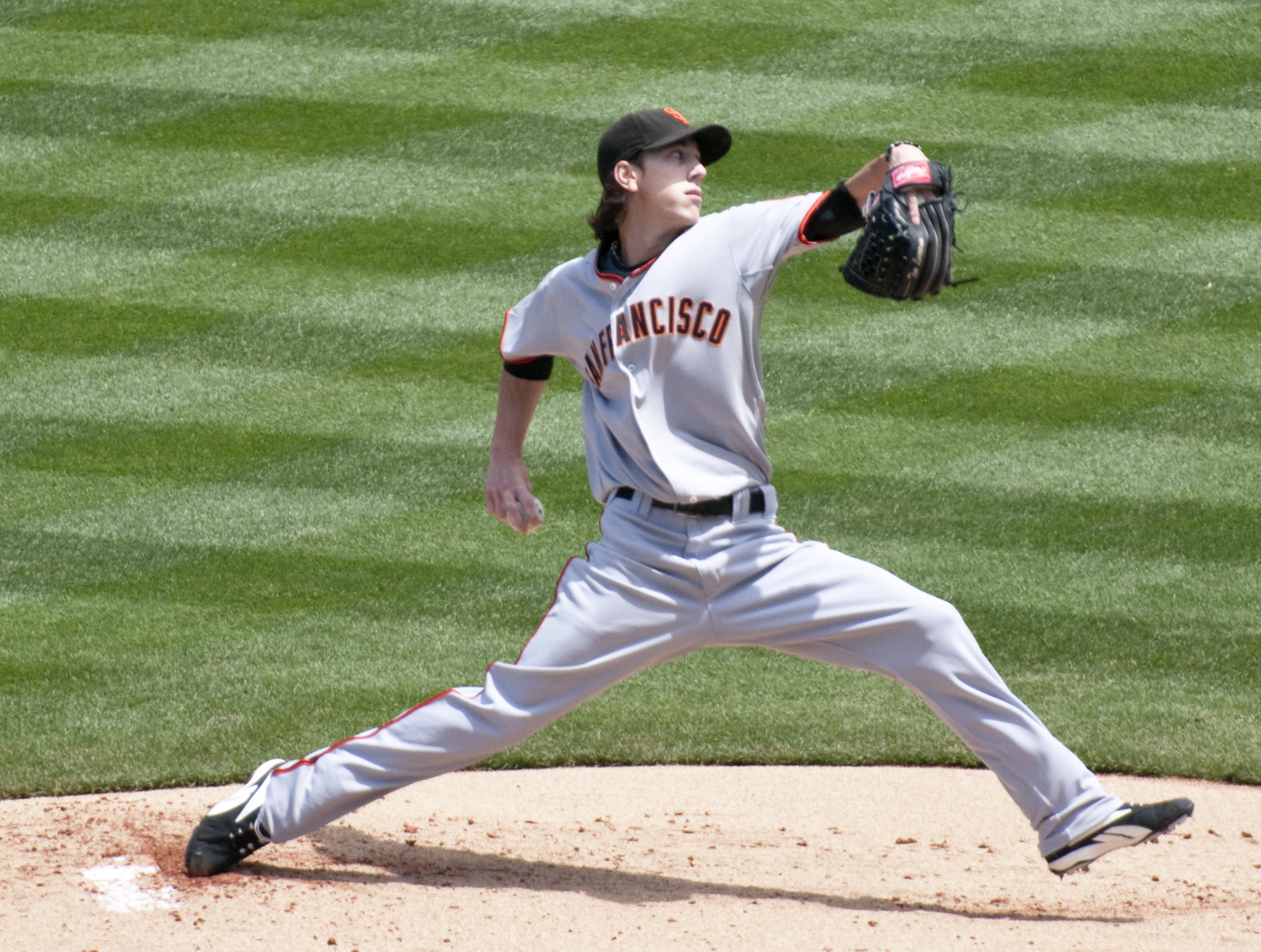
Tim Lincecum (San Francisco Giants) schaffte 265 Strikeouts in der Regular Season. Die meisten überhaupt.

Nach Abschluss der regulären Saison ergaben sich in der National League folgende Platzierungen:

#### East Division
| PS | Franchise             | W  | L   | Pct. | GB  | Heim  | Auswärts |
| -- | --------------------- | -- | --- | ---- | --- | ----- | -------- |
| 2  | Philadelphia Phillies | 92 | 70  | .568 | —   | 48–33 | 44–37    |
|    | New York Mets         | 89 | 73  | .549 | 3   | 48–33 | 41–40    |
|    | Florida Marlins       | 84 | 77  | .522 | 7½  | 45–36 | 39–41    |
|    | Atlanta Braves        | 72 | 90  | .444 | 20  | 43–38 | 29–52    |
|    | Washington Nationals  | 59 | 102 | .366 | 32½ | 34–46 | 25–56    |

 Erklärungen: siehe AL East Division 

#### Central Division
| PS | Franchise           | W  | L  | Pct. | GB  | Heim  | Auswärts |
| -- | ------------------- | -- | -- | ---- | --- | ----- | -------- |
| 1  | Chicago Cubs        | 97 | 64 | .602 | —   | 55–26 | 42–38    |
| WC | Milwaukee Brewers   | 90 | 72 | .556 | 7½  | 49–32 | 41–40    |
|    | Houston Astros      | 86 | 75 | .534 | 11  | 47–33 | 39–42    |
|    | St. Louis Cardinals | 86 | 76 | .531 | 11½ | 46–35 | 40–41    |
|    | Cincinnati Reds     | 74 | 88 | .457 | 23½ | 43–38 | 31–50    |
|    | Pittsburgh Pirates  | 67 | 95 | .414 | 30½ | 39–42 | 28–53    |

 Erklärungen: siehe AL East Division 

#### West Division
| PS | Franchise            | W  | L  | Pct. | GB | Heim  | Auswärts |
| -- | -------------------- | -- | -- | ---- | -- | ----- | -------- |
| 3  | Los Angeles Dodgers  | 84 | 78 | .519 | —  | 48–33 | 36–45    |
|    | Arizona Diamondbacks | 82 | 80 | .506 | 2  | 48–33 | 34–47    |
|    | Colorado Rockies     | 74 | 88 | .457 | 10 | 43–38 | 31–50    |
|    | San Francisco Giants | 72 | 90 | .444 | 12 | 37–44 | 35–46    |
|    | San Diego Padres     | 63 | 99 | .389 | 21 | 35–46 | 28–53    |

 Erklärungen: siehe AL East Division 

## Postseason

### Überblick
|  | League Division Series | League Division Series | League Division Series |     |                       | League Championship Series | League Championship Series | League Championship Series |  |  | World Series | World Series | World Series |
|  |                        |                        |                        |     |                       |                            |                            |                            |  |  |              |              |              |
|  | 1                      | Anaheim Angels         | 1                      |     |                       |                            |                            |                            |  |  |              |              |              |
|  | 4                      | Boston Red Sox         | 3                      |     |                       |                            |                            |                            |  |  |              |              |              |
|  | 4                      | Boston Red Sox         | 3                      | 4   | Boston Red Sox        | 3                          |                            |                            |  |  |              |              |              |
|  | American League        |                        |                        | 4   | Boston Red Sox        | 3                          |                            |                            |  |  |              |              |              |
|  |                        | 2                      | Tampa Bay Rays         | 4   |                       |                            |                            |                            |  |  |              |              |              |
|  | 2                      | 2                      | Tampa Bay Rays         | 4   | Tampa Bay Rays        | 3                          |                            |                            |  |  |              |              |              |
|  | 2                      |                        |                        |     | Tampa Bay Rays        | 3                          |                            |                            |  |  |              |              |              |
|  | 3                      | Chicago White Sox      | 1                      |     |                       |                            |                            |                            |  |  |              |              |              |
|  |                        |                        |                        | AL2 | Tampa Bay Rays        | 1                          |                            |                            |  |  |              |              |              |
|  |                        | NL2                    | Philadelphia Phillies  | 4   |                       |                            |                            |                            |  |  |              |              |              |
|  | 1                      | Chicago Cubs           | 0                      |     |                       |                            |                            |                            |  |  |              |              |              |
|  | 3                      | L.A. Dodgers           | 3                      |     |                       |                            |                            |                            |  |  |              |              |              |
|  | 3                      | L.A. Dodgers           | 3                      | 3   | L.A. Dodgers          | 1                          |                            |                            |  |  |              |              |              |
|  | National League        |                        |                        | 3   | L.A. Dodgers          | 1                          |                            |                            |  |  |              |              |              |
|  |                        | 2                      | Philadelphia Phillies  | 4   |                       |                            |                            |                            |  |  |              |              |              |
|  | 2                      | 2                      | Philadelphia Phillies  | 4   | Philadelphia Phillies | 3                          |                            |                            |  |  |              |              |              |
|  | 2                      |                        |                        |     | Philadelphia Phillies | 3                          |                            |                            |  |  |              |              |              |
|  | 4                      | Milwaukee Brewers      | 1                      |     |                       |                            |                            |                            |  |  |              |              |              |

ALDS, NLDS (Division Series): Best-of-Five; ALCS, NLCS (Championship Series): Best-of-Seven

### Division Series
Vom 1. Oktober bis zum 6. Oktober 2008 fanden die vier Duelle in der American League Division Series und der National League Division Series statt. Hierbei konnten sich die Anaheim Angels und die Tampa Bay Rays die Qualifikation für die American League Championship Series sichern. Die Los Angeles Dodgers und die Philadelphia Phillies erreichten die National League Championship Series.

#### ALDS

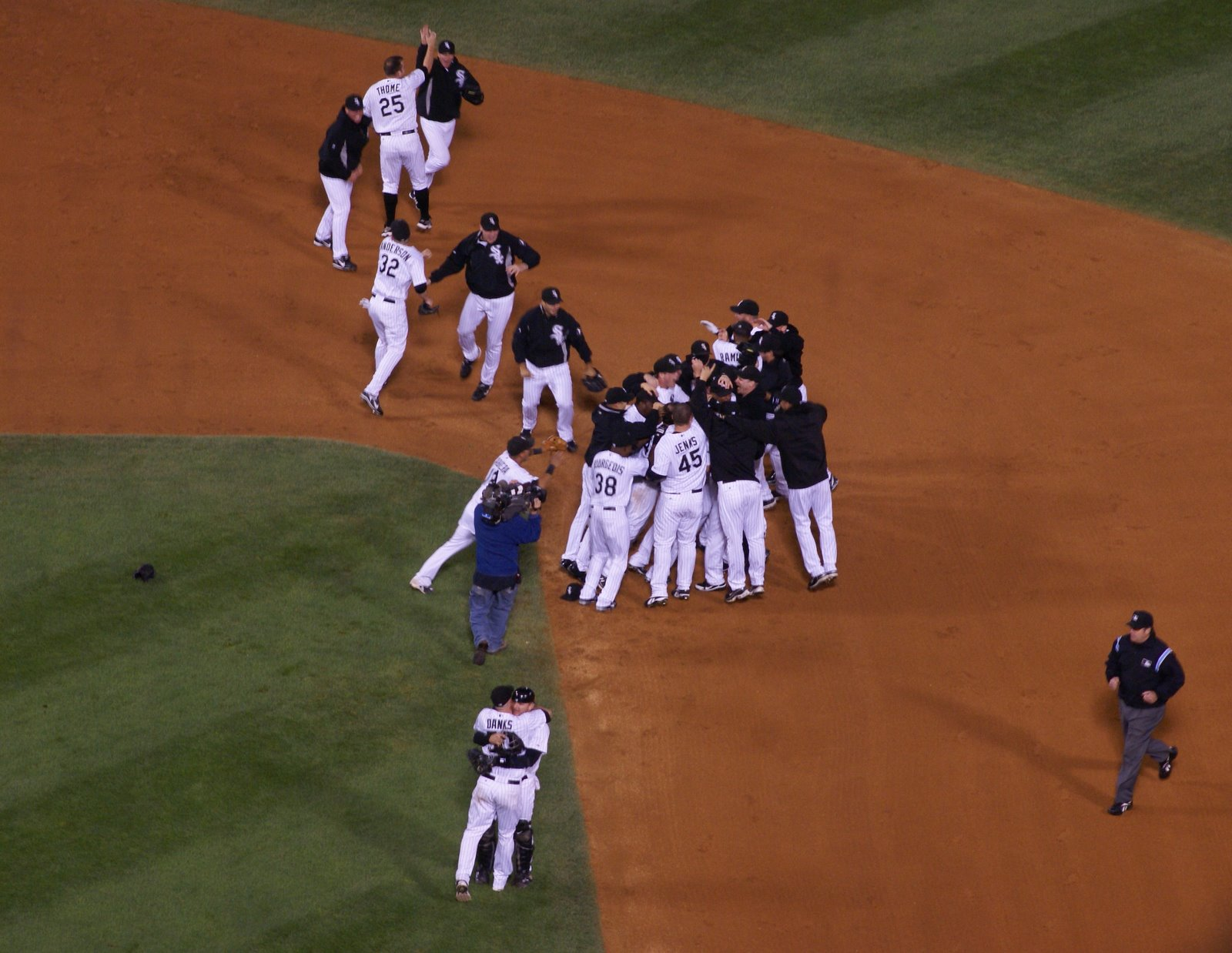
Die White Sox feiern den Sieg nach dem Entscheidungsspiel gegen die Twins

Die American League Division Series, die erste Runde der Play-offs in der American League, startete am 1. Oktober und endete am 6. Oktober 2008. Die durch die Wildcard-Regelung in die Play-offs gekommenen Boston Red Sox besiegten die favorisierten Anaheim Angels mit 3:1, die Tampa Bay Rays gewannen ebenfalls 3:1 gegen die Chicago White Sox. Das Team aus Chicago musste zum Erreichen der Postseason zuvor ein Entscheidungsspiel gegen die Minnesota Twins bestreiten, da beide Teams mit identischem Ergebnis (88–74) die Regular Season beendet hatten. Dank eines Home Runs von Jim Thome im siebten Inning konnten die White Sox das Spiel mit 1:0 gewinnen und sich so die Teilnahme an der ALDS sichern.
| Spiel                | Datum           | Gast                          | Score | Heim                          | Score | Gesamtstand (BOS – LAA) | Ballpark                 | Zuschauer |
| -------------------- | --------------- | ----------------------------- | ----- | ----------------------------- | ----- | ----------------------- | ------------------------ | --------- |
| 1                    | 1. Oktober 2008 | Boston Red Sox                | 4     | Los Angeles Angels of Anaheim | 1     | 1–0                     | Angel Stadium of Anaheim | 44.996    |
| 2                    | 3. Oktober 2008 | Boston Red Sox                | 7     | Los Angeles Angels of Anaheim | 5     | 2–0                     | Angel Stadium of Anaheim | 45.354    |
| 3                    | 5. Oktober 2008 | Los Angeles Angels of Anaheim | 5     | Boston Red Sox                | 4     | 2–1                     | Fenway Park              | 39.067    |
| 4                    | 6. Oktober 2008 | Los Angeles Angels of Anaheim | 2     | Boston Red Sox                | 3     | 3–1                     | Fenway Park              | 38.785    |
| Red Sox gewinnen 3-1 |                 |                               |       |                               |       |                         |                          |           |

| Spiel             | Datum           | Gast              | Score | Heim              | Score | Gesamtstand (CWS – TB) | Ballpark            | Zuschauer |
| ----------------- | --------------- | ----------------- | ----- | ----------------- | ----- | ---------------------- | ------------------- | --------- |
| 1                 | 2. Oktober 2008 | Chicago White Sox | 4     | Tampa Bay Rays    | 6     | 0–1                    | Tropicana Field     | 35.041    |
| 2                 | 3. Oktober 2008 | Chicago White Sox | 2     | Tampa Bay Rays    | 6     | 0–2                    | Tropicana Field     | 35.257    |
| 3                 | 5. Oktober 2008 | Tampa Bay Rays    | 3     | Chicago White Sox | 5     | 1–2                    | U.S. Cellular Field | 40.142    |
| 4                 | 6. Oktober 2008 | Tampa Bay Rays    | 6     | Chicago White Sox | 2     | 1–3                    | U.S. Cellular Field | 40.454    |
| Rays gewinnen 3-1 |                 |                   |       |                   |       |                        |                     |           |

#### NLDS

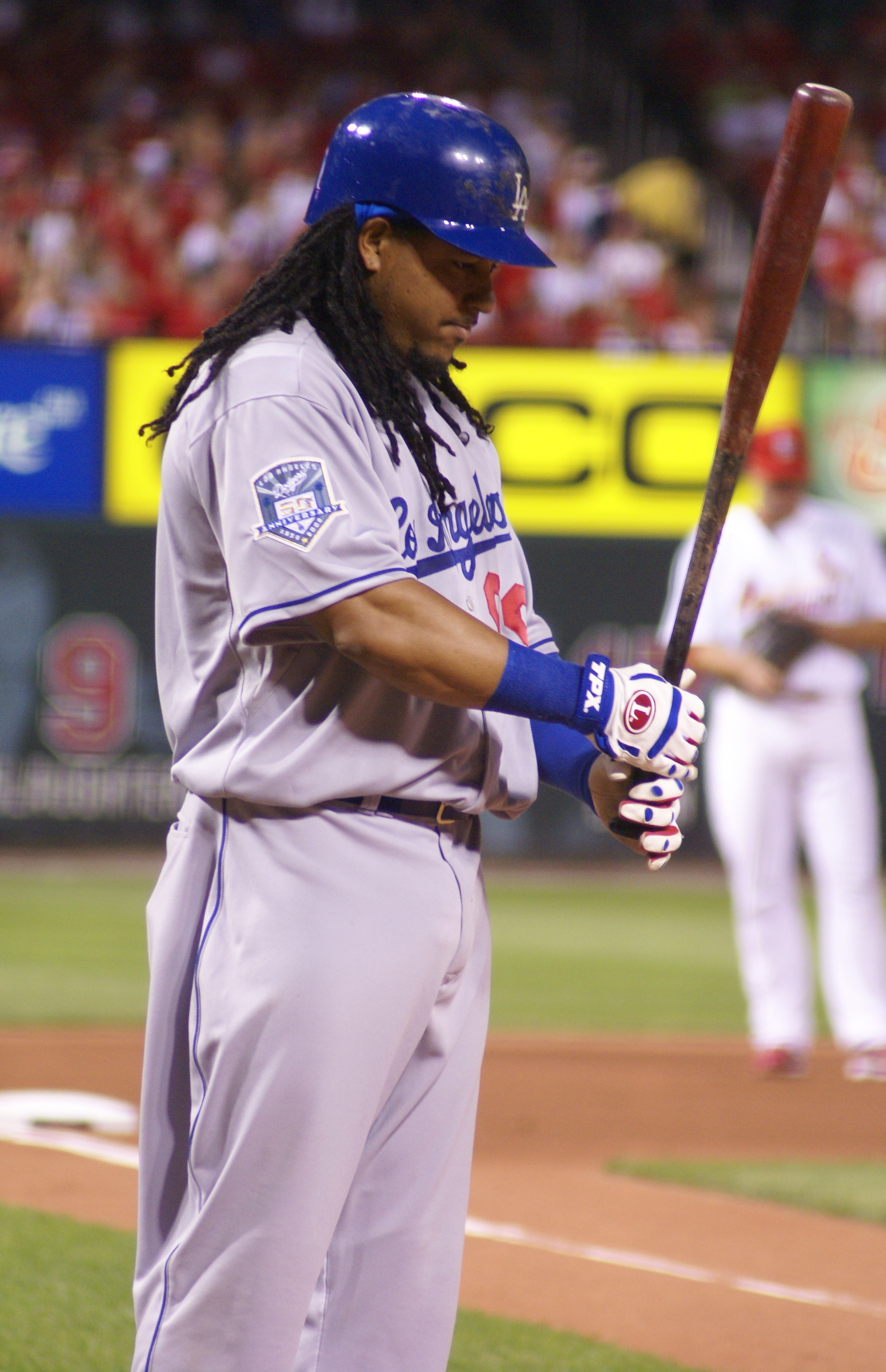
Manny Ramirez schlug zwei Home Runs für die Dodgers

Die National League Division Series, die erste Runde der Play-offs, startete am 1. Oktober und endete am 5. Oktober 2008. Im Duell zwischen den Los Angeles Dodgers und den Chicago Cubs gab es eine große Überraschung. Der Außenseiter aus Los Angeles konnte mit einem 3:0 Sweep den ersten Sieg in einer Postseason-Serie seit dem Gewinn der World Series 1988 feiern. Die Philadelphia Phillies schlugen die Milwaukee Brewers erwartungsgemäß mit 3:1 Spielen, aber auch die Phillies mussten lange auf diesen Erfolg warten. Für sie war es die erste siegreiche Postseason-Serie seit 1993.
| Spiel                | Datum           | Gast                | Score | Heim                | Score | Gesamtstand (LAD – CHC) | Ballpark       | Zuschauer |
| -------------------- | --------------- | ------------------- | ----- | ------------------- | ----- | ----------------------- | -------------- | --------- |
| 1                    | 1. Oktober 2008 | Los Angeles Dodgers | 7     | Chicago Cubs        | 2     | 1–0                     | Wrigley Field  | 42.099    |
| 2                    | 2. Oktober 2008 | Los Angeles Dodgers | 10    | Chicago Cubs        | 3     | 2–0                     | Wrigley Field  | 42.136    |
| 3                    | 4. Oktober 2008 | Chicago Cubs        | 1     | Los Angeles Dodgers | 3     | 3–0                     | Dodger Stadium | 56.000    |
| Dodgers gewinnen 3-0 |                 |                     |       |                     |       |                         |                |           |

| Spiel                 | Datum           | Gast                  | Score | Heim                  | Score | Gesamtstand (MIL – PHI) | Ballpark           | Zuschauer |
| --------------------- | --------------- | --------------------- | ----- | --------------------- | ----- | ----------------------- | ------------------ | --------- |
| 1                     | 2. Oktober 2008 | Milwaukee Brewers     | 1     | Philadelphia Phillies | 3     | 0–1                     | Citizens Bank Park | 45.929    |
| 2                     | 3. Oktober 2008 | Milwaukee Brewers     | 2     | Philadelphia Phillies | 5     | 0–2                     | Citizens Bank Park | 46.208    |
| 3                     | 5. Oktober 2008 | Philadelphia Phillies | 1     | Milwaukee Brewers     | 4     | 1–2                     | Miller Park        | 43.992    |
| 4                     | 6. Oktober 2008 | Philadelphia Phillies | 6     | Milwaukee Brewers     | 2     | 1–3                     | Miller Park        | 43.934    |
| Phillies gewinnen 3-1 |                 |                       |       |                       |       |                         |                    |           |

### Championship Series
Vom 9. Oktober bis zum 19. Oktober 2008 wurden in den beiden Championship Series die Teilnehmer für die World Series ermittelt. Den Titel der American League erkämpften sich die Tampa Bay Rays in sieben Spielen. Die Philadelphia Phillies wurden souverän Champion der National League.

#### ALCS

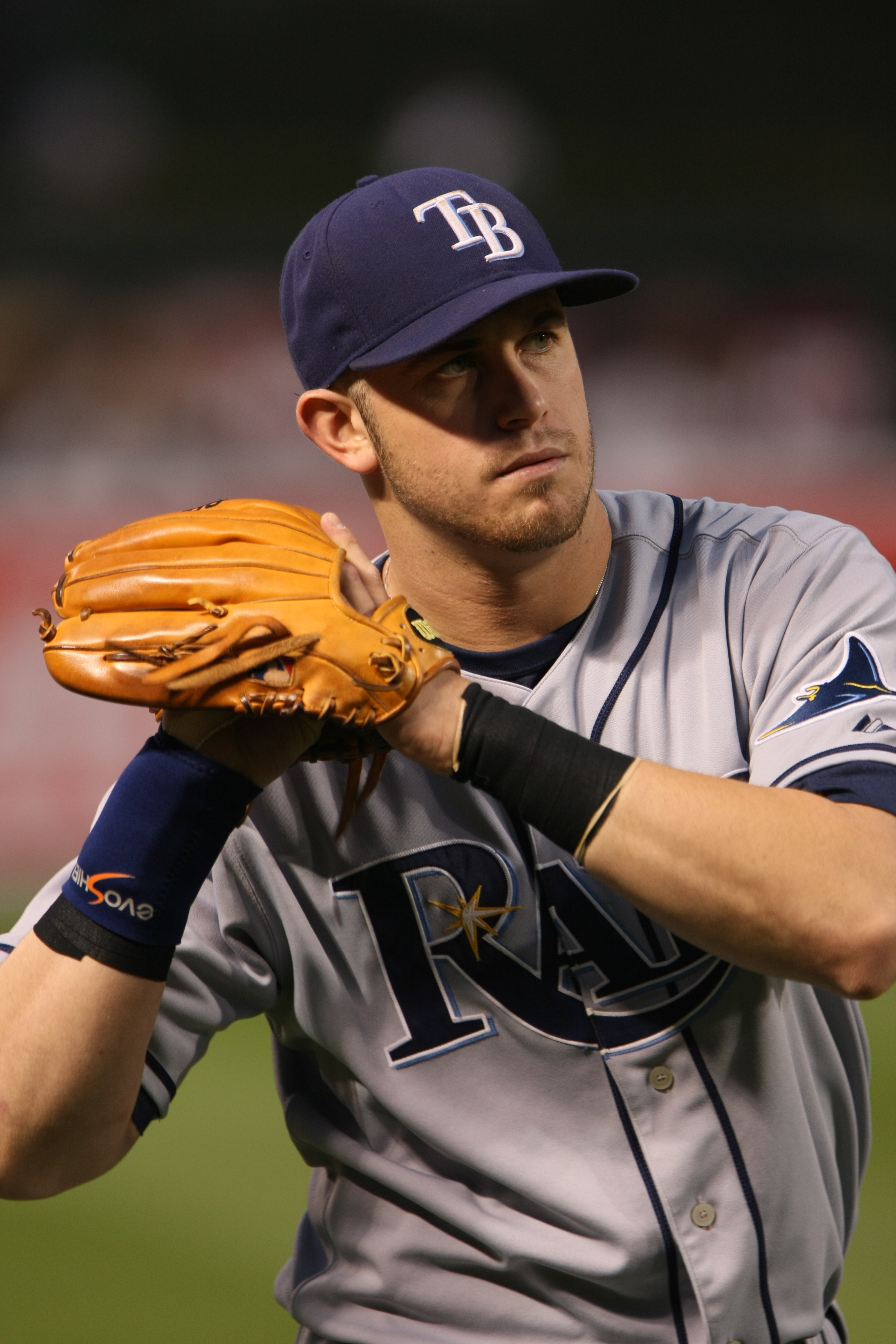
Evan Longoria erzielte einen von insgesamt sieben Home Runs in Spiel 2

Die American League Championship Series, die zweite Runde der Play-offs in der American League, startete am 10. Oktober und endete am 19. Oktober 2008. Die Best-Of-Seven Serie ging über die komplette Anzahl von Spielen. Die Tampa Bay Rays führten nach vier Spielen bereits 3:1, doch die Boston Red Sox konnten nach dem Heimsieg in Spiel 5 auch Spiel 6 in Tampa für sich entscheiden. Letztendlich konnte sich Tampa Bay aber in Spiel 7 vor heimischem Publikum durchsetzen. Zum MVP der Serie wurde Matt Garza, Pitcher der Rays gewählt. Für die Rays war es die erste Teilnahme an der ALCS in der Geschichte des Franchise.
| Spiel             | Datum            | Gast           | Score | Heim           | Score | Gesamtstand (BOS – TB) | Ballpark        | Zuschauer |
| ----------------- | ---------------- | -------------- | ----- | -------------- | ----- | ---------------------- | --------------- | --------- |
| 1                 | 10. Oktober 2008 | Boston Red Sox | 2     | Tampa Bay Rays | 0     | 1–0                    | Tropicana Field | 35.001    |
| 2                 | 11. Oktober 2008 | Boston Red Sox | 8     | Tampa Bay Rays | 9     | 1–1                    | Tropicana Field | 34.904    |
| 3                 | 13. Oktober 2008 | Tampa Bay Rays | 9     | Boston Red Sox | 1     | 1–2                    | Fenway Park     | 38.031    |
| 4                 | 14. Oktober 2008 | Tampa Bay Rays | 13    | Boston Red Sox | 4     | 1–3                    | Fenway Park     | 38.133    |
| 5                 | 16. Oktober 2008 | Tampa Bay Rays | 7     | Boston Red Sox | 8     | 2–3                    | Fenway Park     | 38.437    |
| 6                 | 18. Oktober 2008 | Boston Red Sox | 4     | Tampa Bay Rays | 2     | 3–3                    | Tropicana Field | 40.947    |
| 7                 | 19. Oktober 2008 | Boston Red Sox | 1     | Tampa Bay Rays | 3     | 3–4                    | Tropicana Field | 40.473    |
| Rays gewinnen 4-3 |                  |                |       |                |       |                        |                 |           |

#### NLCS

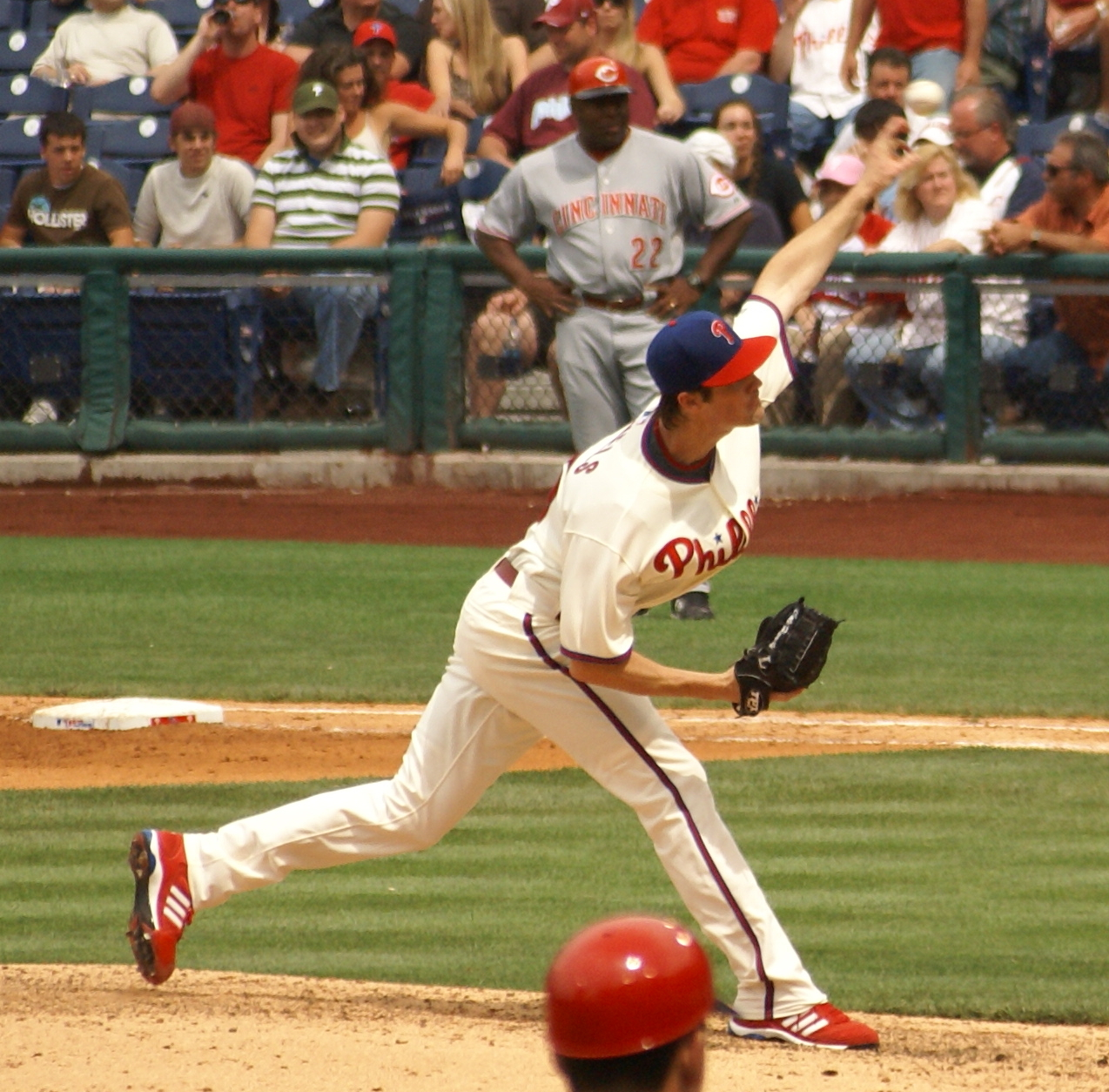
Cole Hamels, MVP der NLCS

Die National League Championship Series, die zweite Runde der Play-offs in der National League, startete am 9. Oktober und endete am 15. Oktober 2008. Sieger der Best-Of-Seven Serie zwischen den Los Angeles Dodgers und den Philadelphia Phillies waren die, aufgrund ihrer deutlich besseren Regular Season, favorisierten Phillies. Das Team aus Philadelphia konnte sich klar mit 4:1 Siegen durchsetzen und sich dadurch die erste Teilnahme an einer World Series seit 1993 sichern. Zum MVP der Serie wurde Pitcher Cole Hamels gewählt.
| Spiel                 | Datum            | Gast                  | Score | Heim                  | Score | Gesamtstand (LAD – PHI) | Ballpark           | Zuschauer |
| --------------------- | ---------------- | --------------------- | ----- | --------------------- | ----- | ----------------------- | ------------------ | --------- |
| 1                     | 9. Oktober 2008  | Los Angeles Dodgers   | 2     | Philadelphia Phillies | 3     | 0–1                     | Citizens Bank Park | 45.839    |
| 2                     | 10. Oktober 2008 | Los Angeles Dodgers   | 5     | Philadelphia Phillies | 8     | 0–2                     | Citizens Bank Park | 45.883    |
| 3                     | 12. Oktober 2008 | Philadelphia Phillies | 2     | Los Angeles Dodgers   | 7     | 1–2                     | Dodger Stadium     | 56.800    |
| 4                     | 13. Oktober 2008 | Philadelphia Phillies | 7     | Los Angeles Dodgers   | 5     | 1–3                     | Dodger Stadium     | 56.800    |
| 5                     | 15. Oktober 2008 | Philadelphia Phillies | 5     | Los Angeles Dodgers   | 1     | 1–4                     | Dodger Stadium     | 56.800    |
| Phillies gewinnen 4-1 |                  |                       |       |                       |       |                         |                    |           |

## World Series
Die Best-Of-Seven Serie startete am 22. Oktober 2008 und endete am 29. Oktober 2008. Der Sieger der NLCS, die Philadelphia Phillies, gewannen die Serie mit 4:1 Spielen gegen die Tampa Bay Rays. Zum MVP der World Series wurde Cole Hamels gewählt.